# Station Bottesford
Bottesford is een spoorwegstation van National Rail in Bottesford, Melton in Engeland. Het station is eigendom van Network Rail en wordt beheerd door East Midlands Railway. Het station is geopend in 1850.